# マッターホルン・ゴッタルド鉄道Deh4/4 51-55形電車

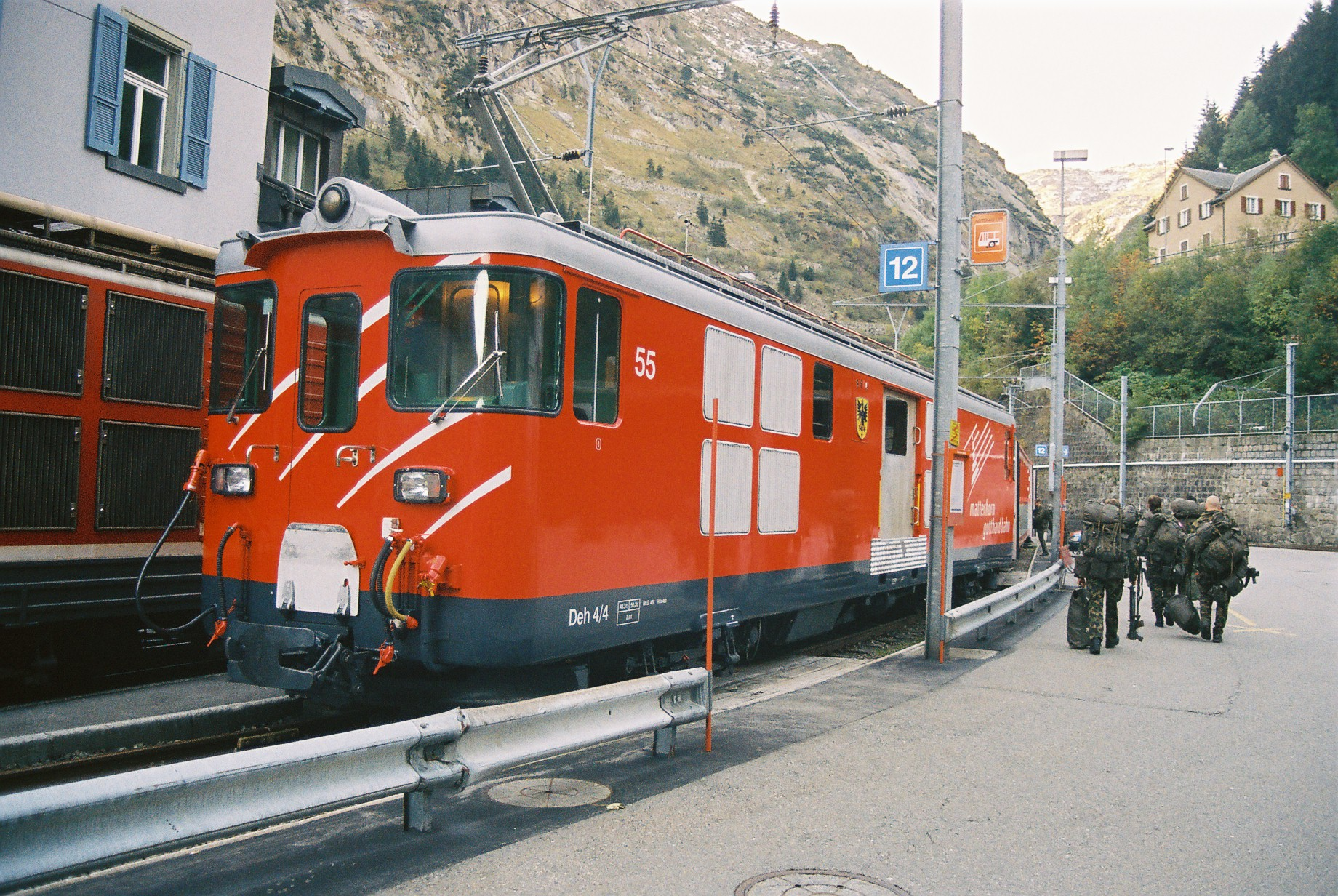
Deh4/4 55号機、現在のマッターホルン・ゴッタルド鉄道塗装、前照灯改造後、ゲシェネン駅、2004年

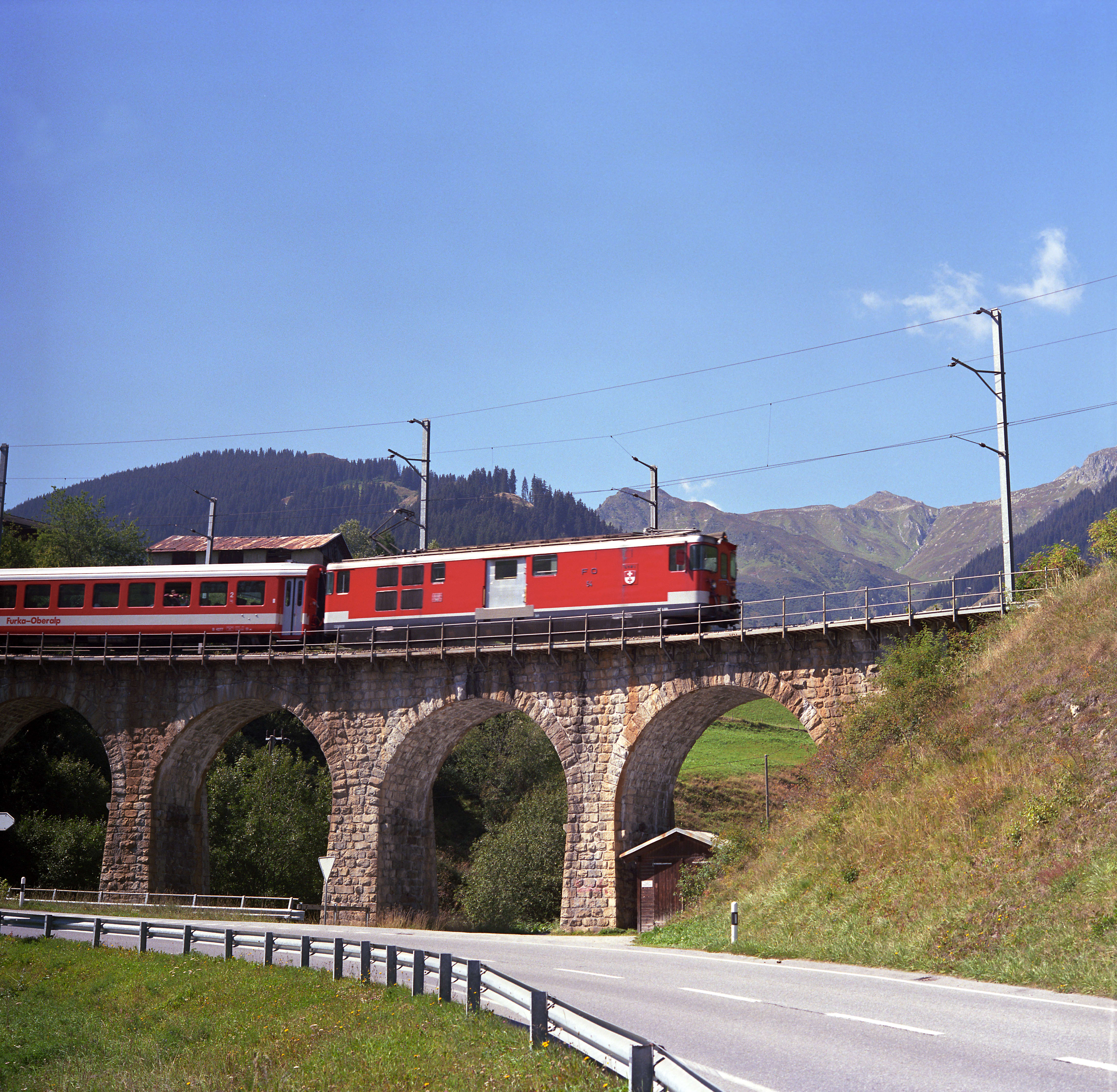
ディセンティス駅のDeh4/4 54号機、原形、フルカ・オーバーアルプ鉄道の新塗装、1996年

マッターホルン・ゴッタルド鉄道Deh4/4 51-55形電車（マッターホルン・ゴッタルドてつどうDeh4/4 51-55がたでんしゃ）は、スイス南部の私鉄であるマッターホルン・ゴッタルド鉄道 (MGB) の山岳鉄道用ラック式荷物電車である。本形式は同鉄道の前身であるフルカ・オーバーアルプ鉄道が導入した機体であり、通称Deh4/4I形とも呼称されている。

## 概要
2003年にブリーク・フィスプ・ツェルマット鉄道Brig-Visp-Zermatt-Bahn (BVZ) と合併してマッターホルン・ゴッタルド鉄道となる以前のフルカ・オーバーアルプ鉄道の本線は、沿線に大きな都市や観光地がなく、全長約100kmの路線であったが1960年代でもHGe4/4I形電気機関車7機とABDeh2/4形電車4機が列車を牽引して運行されていた。一方、1917年にシェレネン鉄道として開業し、後の1961年にはフルカ・オーバーアルプ鉄道に統合されたシェレネン線は、スイス国鉄ゴッタルド線のゴッタルドトンネル北口のゲシェネンから旧街道沿いの宿場町で、本線と接続するアンデルマット間を結んでおり、HGe2/2形電気機関車4機とABDeh2/4形1機とが牽引する列車で主に運行されていた。しかしながら1960-70年代にかけてシェレネン線から本線沿線へのスキー客などの冬季の旅客輸送量が増加したことにより、最急勾配が179パーミルであったために当時同鉄道の主力であったHGe4/4I形が入線できず、HGe2/2形で客車3両編成、ABDeh2/4形で電車と客車計2両編成が最大であったシェレネン線の機材では輸送力が不足する結果となっていたため、シェレネン線の輸送力増強を主な目的に全線で使用できる新しい機材を投入することとなった。
フルカ・オーバーアルプ鉄道ではこれに際して、当時シェレネン線で運行されていたABDeh2/4 41号機と専用の制御客車であるBCFt4 30号車で実績があり、終端駅での動力車の付替えを省略できるシャトルトレイン方式を本格的に採用して、アルミニウム製車体を持つ軽量客車・制御客車を荷物電車で牽引する列車を運転することとして導入された機体が本項で述べるDeh4/4 51-55形であり、1979年に改良型であるDeh4/4 91-96形が導入された後は、通称Deh4/4I形とも呼称され、通称Deh4/4IIと呼称される同形式と区別が図られている。
なお、HGe4/4I形は1時間定格出力911kWで荷重2.0tの荷物室を備えており、本形式も同様に1時間定格出力1032kWで荷重2.5tの荷物室を備えるという類似の機体であるが、形式上は前者は電気機関車、後者は荷物電車に分類されている。本形式は、ラック式台車と駆動装置は1967年より運行しているHGm4/4形で実績のあるものを採用し、1時間定格出力1032kW、牽引力247kNを発揮して最大勾配179パーミルで114tの列車を牽引可能な性能を有するラック式の荷物電車となっており、車体の製造をSIG、機械部分、台車の製造をSLM、電機部分、主電動機の製造をBBCが担当している。なお、それぞれの機番、製造所、製造年、機体名（主に沿線の街の名称、各機体に一覧の通りエンブレムが設置される）は下記のとおりである。
- 51 - SLM/SIG/BBC - 1972年 - Disentis/Mustér
- 52 - SLM/SIG/BBC - 1972年 - Tujetsch/Sedrun
- 53 - SLM/SIG/BBC - 1972年 - Urseren
- 54 - SLM/SIG/BBC - 1972年 - Goms
- 55 - SLM/SIG/BBC - 1972年 - Brig

機体名/エンブレム一覧
51号機 Disentis/Mustér
52号機 Tujetsch/Sedrun
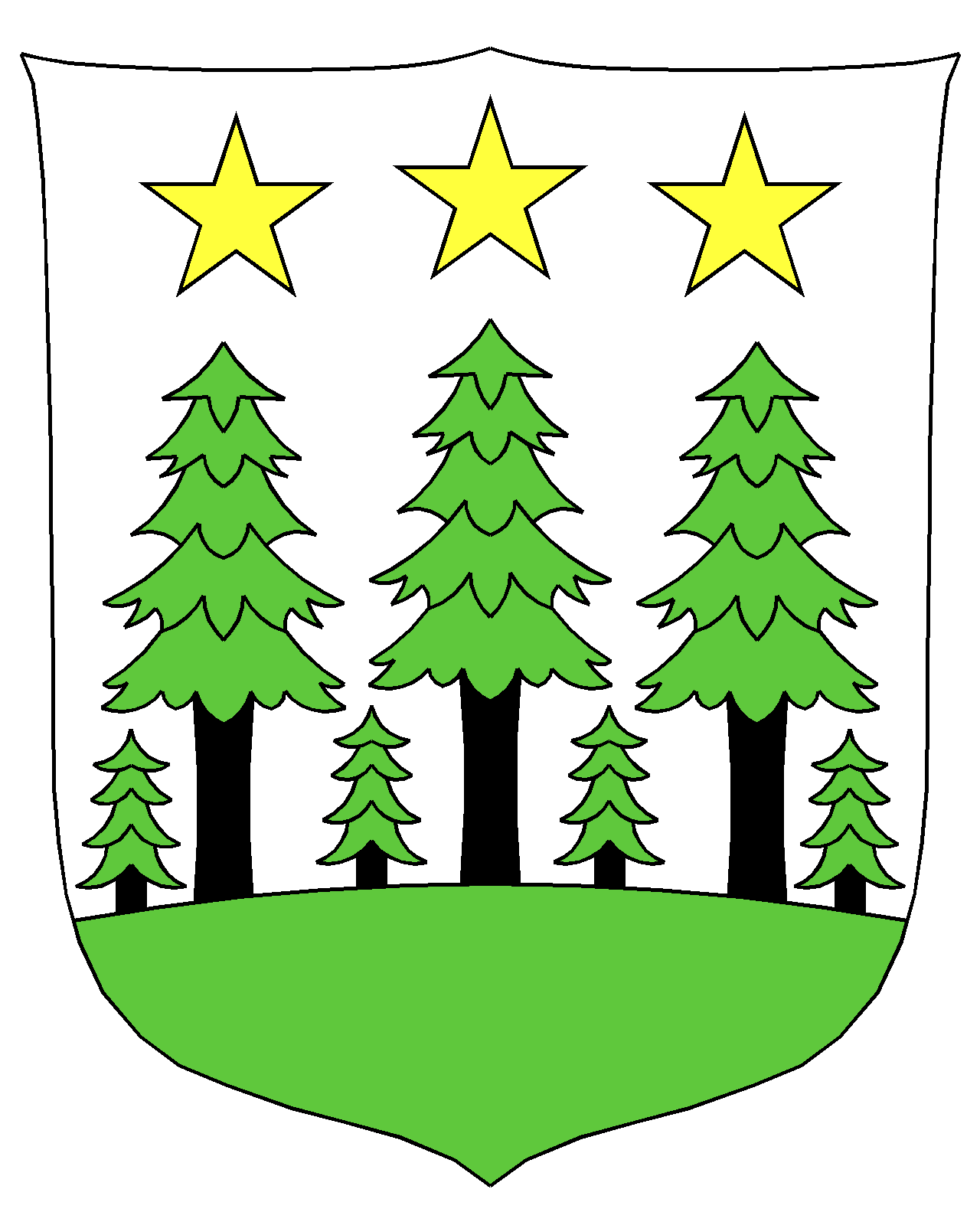
53号機 Urseren
54号機 Goms
55号機 Brig

## 仕様

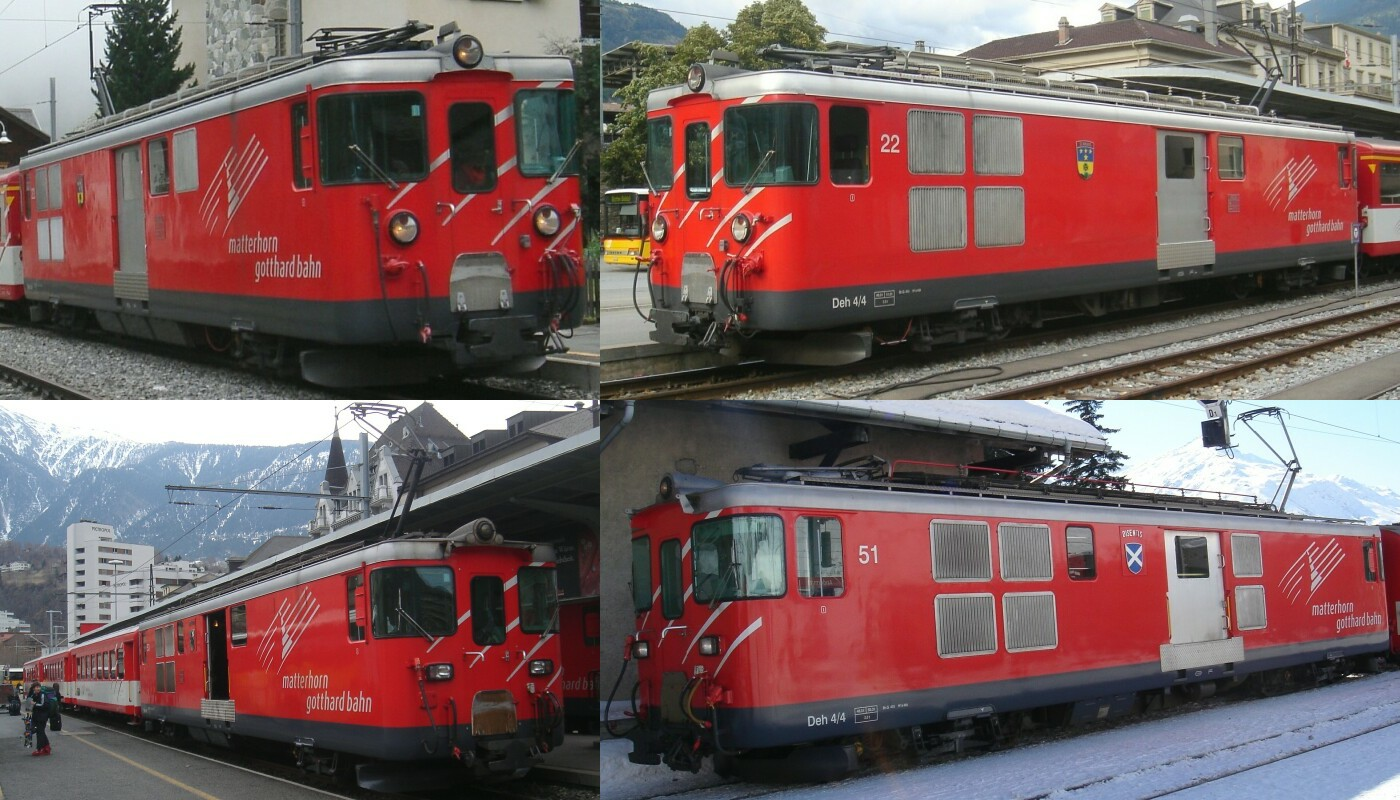
準同形機である旧ブリーク・フィスプ・ツェルマット鉄道のDeh4/4 21-24形の22号機（上側2枚）と旧フルカ・オーバーアルプ鉄道のDeh4/4 51-55形の51号機（下側2枚、前照灯は後年の改造）の比較

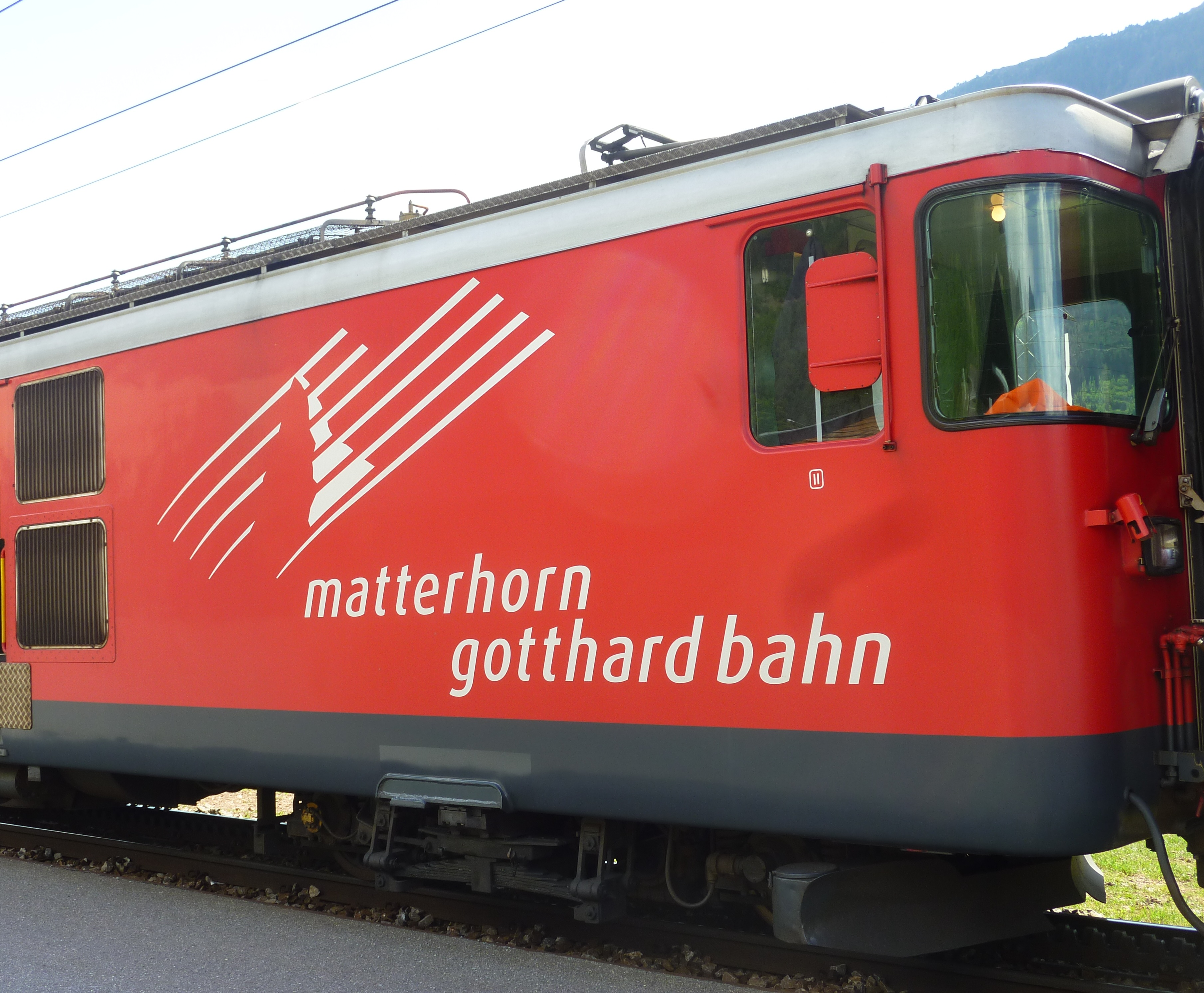
Deh4/4 51-55形の後位側車端部、車体台枠が箱状となっており台車上半部が台枠内に収まる、台車枕ばねは重ね板ばね式、2011年

### 車体
- 車体は両運転台式のSIG製で、当時スイスで普及が始まっていたアルミニウム製の軽量構造のものであり、列車中の荷物車を省略して編成中の客車の両数を確保するために中央に荷物室を設置し、その前後を機器室とした配置となっている。構体は当時のスイスで標準的な丸みを帯びたデザインのものとなっており、正面は貫通扉付の丸妻、側面は平滑で中央に荷物扉を配置し、機器室部にルーバー付の空気取入口を設けている。また、台枠は型材を溶接組立により高さ約600mmの箱状として、台車をその中に収める形で装荷 し、荷重は台枠下部の側受で受ける形のものとなっており、床面高はレール面上1200mmで前後の貫通扉部のみ連結される客車に合わせてスロープを経由して1段低くなっている。
- 運転室は左側運転台で、車内の旅客等の通過に対応するため、貫通路部分と仕切ることができる半室式となっ ている。運転台は、中央にスイスやドイツで一般的な円形のハンドル式のマスターコントローラーが、左側に縦軸式の自動ブレーキ弁が設置され、運転室横の窓は下落し式で反運転台側にはバックミラーが設置されている。車体中央部には面積 10.5m2、荷重2.5tの荷物室があり、両側面に開口幅1580mmの片引戸が設置されている。ま た、荷物室の前後は中央通路式の機器室となっており、各室内に主電動機冷却ファン、各種電気機器、電動空気圧縮機、電動真空ポンプ、タップ切換器、主制御装置、発電ブレーキ励磁装置、各種補機類、圧縮空気タンク、真空タンクなどが配置されている。
- 正面は貫通扉付で正面窓に曲面ガラスを使用した3枚窓のスタイルで、貫通扉上部と下部左右の3箇所に丸型の前照灯が設置されており、下部左右の大型の丸形灯の内側上部には赤色の標識灯を組込んでいるほか、上部のものの両脇下部にも小型の丸型標識灯が設置されている。なお、1990年代頃には上部前照灯両脇の標識灯が撤去されているほか、2007年頃より下部の丸型前照灯を近年のスイス鉄道車両標準となる小型の角型の前照灯と標識灯のユニットに順次交換している。連結器は車体取付で、シャトルトレインの先頭側となる前位側（ディゼンティス/ミュスター側）はねじ式連結器で緩衝器が中央、フック・リングがその左右にあるタイプ、客車との連結側となる後位側（ブリーク側）は+GF+[6]ピン・リンク式自動連結器となっており、連結する車両に応じて連結する側を変えたり、必要に応じて方向転換をしたりして運用されているが、連結器自体も相互に換装可能な構造となっており、定常的にシャトルトレインの運用から外れている機体については両側ともねじ式連結器として運用されている。また、連結器周囲には重連総括制御用および暖房引通用の電気連結器とブレーキ用の連結ホースが設置されるほか、先頭下部の台車端部には大型スノープラウが設置されている。
- 屋根上には両端部にシングルアーム式のパンタグラフ2基が、後位側のパンタグラフ横に真空遮断器が、その間にブレーキ用の大型抵抗器が搭載されており、床下の台車間中央には主変圧器が搭載され、その周囲に主変圧器冷却油用オイルクーラー、ブレーキ用圧縮空気タンク、蓄電池などが配置されている。
- 車体塗装は濃赤色一色をベースに側面荷物室扉と冷却気導入口のルーバー、正面貫通扉の渡板を銀色とし、側面荷物室扉の右側に"FO"と機番の切り抜き文字、機体名の紋章を設置している。また、屋根および屋根上機器、側面冷却気導入口のルーバー、荷物室扉、正面貫通扉の渡り板、手摺類が銀色、床下機器と台車はダークグレーであった。
- その後1989年以降フルカ・オーバーアルプ鉄道では順次新塗装を導入しており、本形式も赤をベースに車体裾部がダークグレーで、車体裾部のダークグレーとの境界部に白色の細帯が、車体四隅下部には客車のものと合わせた太さの白色帯が入るものであった。なお、荷物室扉等の銀色や各切り抜き文字と紋章の配置、屋根上、床下塗装は従来通りである。
- マッターホルン・ゴッタルド鉄道となった際にはDeh4/4 91-96形および、旧ブリーク・フィスプ・ツェルマット鉄道のDeh4/4 21-24形と共通の塗装に変更されており、車体裾部および側面下部、四隅部の白色帯が無くなり、機体名の紋章が荷物室扉左側に移設され、右側には 同鉄道のロゴとシンボルマークが入れられているほか、正面にもシンボルマークの一部が入れられている。また、切抜文字類はすべて撤去され、運転室左側の乗務員窓後部に機番のレタリングが入れられている。

### 走行機器
- 主変圧器は床下中央に油冷式のものを、主制御装置は機器室内にタップ切換制御のものを搭載しており、屋根上のブレーキ用抵抗器を使用する発電ブレーキ機能を有している。また、補機として主変圧器冷却用のオイルクーラーとオイルポンプ、主制御装置、主電動機冷却用の冷却ファンなどを搭載している。
- 主電動機はBBC製交流整流子電動機を4台搭載し、1時間定格出力1032kW（於29.9km/h）、牽引力247kNの性能を発揮する。冷却は冷却ファンによる強制通風式で、冷却風は車体側面の吸気口から吸入する。
- 台車はHGm4/4形のものをベースに連結器を台車取付から車体取付に変更した、軸距2790mm、動輪径790mm、ピニオン径688mmのラック式台車である。また、駆動装置もHGm4/4形のものの歯車比を変更したもので、ベルナーオーバーラント鉄道のABeh4/4I形のものをベースに、最急勾配179パーミル対応などの改良を施したものとなっている。
- 台車枠は鋼板の溶接組立式で側梁と端梁、側梁間に3本設けられた中梁で構成され、側梁の中央部が左右に張出した（その下部に枕ばねが配置される）形状となっている。また、軸箱支持方式は円筒案内式、枕ばねは重ね板ばね、軸ばねはコイルばね、動輪はスポーク式で、牽引力および荷重の伝達は以下の通り。
  - 牽引力：動輪およびピニオン→軸箱→軸箱支持装置→台車枠→台車中央の心皿穴に配置されたセンターピン→左右の車体支持用側受の間（台車の台車枠と枕ばね/揺れ枕の間を通る）に渡された車体支持梁中央の心皿穴→車体台枠側梁下部の車体支持部→車体台枠
  - 荷重：車体台枠→車体台枠側梁下部の車体支持用側受→左右の車体支持用側受の間に渡された車体支持梁→車体支持梁と枕ばね間の摺板（台車の回転方向の動きを吸収）→左右1組ずつの重ね板ばね式枕ばね（台車の上下方向の動きを吸収）→台車枠→軸ばね→軸箱→動輪
- ラック方式はラックレールが2条のアプト式[7]で、ピニオンは各動軸にフリーで嵌込まれており、動輪と同じ主電動機で駆動され、動輪のタイヤの1/2磨耗した時に動輪とピニオンの周速が一致するようにギヤ比が設定されている。この方式は、フルカ・オーバーアルプ鉄道でもHGe4/4I形以降標準的に使用されていた方式で、構造が単純で小型化もできることから現在でもスイス製のラック式電車では最も実績のある方式となっている。一方でこの方式は直径の異なる動輪とピニオンが歯車を介して機械的に接続されるものであるため、大出力の機体では動輪径によっては周速の差による駆動装置への負担が大きくなるため[8]本形式の駆動装置では、動輪側の駆動系統に電磁空気作動式の摩擦クラッチを組込み、ここで過負荷を吸収する構造としているほか、動輪を駆動系から開放して純ラック式電車として運行することもできるものとなっている。主電動機は台車枠の横梁間に枕木方向に装荷され、そこから吊り掛け式に装荷された駆動装置を経由して動輪とピニオンに伝達される方式で減速比は動輪が1:7.343、ピニオンが1:6.445であり、動力の伝達経路は以下の通りとなっている。
  - 動輪：主電動機出力軸 - 弾性継手 - 主電動機軸と同軸の中空軸に設けられた小歯車 - 中間軸の大歯車 - 大歯車に組込まれたクラッチ - 中間軸と同軸の中空軸の中間歯車 - 中間歯車 - 動軸用大歯車 - 粘着動輪
  - ピニオン：主電動機出力軸 - 弾性継手 - 主電動機軸と同軸の中空軸に設けられた小歯車 - 中間軸の大歯車 - 中間軸の中間歯車 - 中間歯車 - 動軸と同軸の中空軸に設けられたピニオン用大歯車 - ピニオン
- 基礎ブレーキ装置として、各動輪に作用する踏面ブレーキを1台車あたり計4組（ブレーキシリンダは各1基ずつ計4基）、ピニオン併設のブレーキドラムに作用するバンドブレーキを1台車あたり2組（ブレーキシリンダは各1基ずつ計2基）、主電動機出力軸端に設置されたブレーキドラムに作用するバンドブレーキを1台車あたり2組（ブレーキシリンダは各1基ずつ計2基）を装備しており、踏面ブレーキとピニオン用ブレーキは非常用および駐機用として使用されるばねブレーキを兼用しており、ブレーキシリンダ内にコイルばねを組込んでいる。また、機体両端の動輪に砂撒き装置が設置されており、砂箱はスノープラウ内に設けられている。
- ブレーキ装置は主制御器による発電ブレーキ、踏面ブレーキと主電動機軸のバンドブレーキに作用する自動空気ブレーキ、ピニオンに作用する直通空気ブレーキ、非常停止用および駐機用のばねブレーキ、客車などの列車用の自動真空ブレーキ装置を装備しており、ラック区間での牽引トン数は110パーミルで118t、179パーミルでは104.6tとなっている。

### 主要諸元
- 軌間：1000mm
- 電気方式：AC11kV 16.7Hz 架空線式
- 最大寸法：全長16700mm、全幅2683mm、車体幅2654mm、全高3800mm（パンタグラフ折畳時）、屋根高3330mm
- 軸配置：Bozz'Bozz'
- 軸距：2790mm
- 動輪径：790mm
- ピニオン径：688mm
- 台車中心間距離：10000mm
- 自重：49.5t（機械部分28.5t、電機部分21.0t）
- 荷重：2.5t
- 走行装置
  - 主制御装置：タップ切換制御
  - 主電動機：交流整流子電動機×4台
  - 減速比：7.343（動輪）、6.445（ピニオン）
- 性能
  - 定格出力：1032kW（1時間定格、於29.9km/h）、936kW（連続定格、於31.4km/h）
  - 牽引力：247.2kN（最大）、117.7kN（1時間定格、於29.9km/h）、101.2kN（連続定格、於31.4km/h）
  - 牽引トン数：118t（110パーミル・ラック区間）、104.6t（179パーミル・ラック区間）
- 最高速度
  - 粘着区間：60km/h
  - ラック区間：30km/h
- ブレーキ装置：発電ブレーキ、自動空気ブレーキ、直通空気ブレーキ、ばねブレーキ、列車用自動真空ブレーキ

## 運行
- マッターホルン・ゴッタルド鉄道の旧フルカ・オーバーアルプ鉄道区間およびシェレネン線でローカル列車の牽引に使用されている。
- 旧フルカ・オーバーアルプ鉄道の本線は現在では全長96.9km、最急勾配110パーミル（粘着区間は67パーミル）標高671-2033mで旧ブリーク・ フィスプ・ツェルマット鉄道およびBLS AG[9]のレッチュベルクトンネルおよびレッチュベルクベーストンネル方面、スイス国鉄のローザンヌおよびシンプロントンネル方面と接続するブリークから、レーティッシュ鉄道[10]のクール方面に接続するディゼンティス/ミュスターを結ぶ路線であり、1982年のフルカベーストンネル開業前は旧フルカ峠区間[11]は豪雪、雪崩多発地帯のため、10月半ばから翌6月初めまでの冬季はオーバーヴァルト - レアルプ間を運休していた。
- 旧シェレネン鉄道のシェレネン線は全長3.7km、最急勾配179パーミル[12]で、標高1435mのフルカ・ オーバーアルプ鉄道のアンデルマットと標高1106mのでスイス国鉄ゴッタルド線のゴッタルドトンネルおよびアルトドルフ方面に接続するゲシェネンを結ぶ路線である。
- 1979年の本形式の導入に合わせて、1972-73年にB 4251-4258形2等客車8両およびABt 4151-4154形1等/2等合造客車4両とが導入され、本形式とB 4251-4258形2両、ABt 4151-4154形1両の4両編成4本でシャトルトレインとして旧フルカ・オーバーアルプ鉄道線の全線で運行を開始している。これらの客車はSIG製の標準型客車の系列であるEW Iシリーズ[13]であり、それぞれ全長17020mm、自重13.3tの2等客車、全長17020mm、自重13.8tの1等/2等合造制御客車となっている。その後1978年には従来通常の列車で使用されていたB 4263-4272形2等客車の4269-4272号車の4両に戸閉め回路の追加や連結器の+GF+連結器化などのシャトルトレイン対応工事が施されている。
- その後Deh4/4 91-96形の増備に伴い1980年に導入された客車および制御客車のうち、B 4273-4288形2等客車のうち8両がB 4251-4258形2等客車の一部を置き換えて本形式とおよびABt 4151-4154形との4両編成のシャトルトレインで運用されており、置き換えられた車両は連結器をシャトルトレイン用の+GF+自動連結器からねじ式連結器に交換して通常の機関車牽引の列車で運用されている。また、1982年より運行が開始されたフルカベーストンネルの列車フェリー用Ge4/4形の予備機として、列車用空気ブレーキを装備するDeh4/4 91-96形の93-96号機が指定されていたが、HGe4/4II形に変更されたことに伴い、これらをシャトルトレインとして運用するためのABt 4181II-4182II形が1987年に導入され、代わりにABt 4151-4154形の一部か予備もしくは通常の列車用に転用されている。この客車はACMV[14]のEW IIシリーズとなっており、全長17910mm、自重15.5tの1等/2等合造制御客車である。
- これらのシャトルトレインは必要に応じて編成にさらに客車を増結して使用されているが、その際には編成内に造結される形ではなく、4両編成全体で数両の客車を牽引する形態での運行となっているほか、その後4両の編成もDeh4/4 51-55形とDeh4/4 91-96形、各客車が混在したものとなっている。また、2006年頃からは同系列のラック式荷物電車である旧ブリーク・フィスプ・ツェルマット鉄道のDeh4/4 21-24形が旧フルカ・オーバーアルプ鉄道線に転用されるようになり、うち1機が旧ブリーク・フィスプ・ツェルマット鉄道のBt 2251-2254形2等制御客車とB 2281-2290形2等客車、旧フルカ・フルカ・オーバーアルプ鉄道のAB 4171-4172形1等/2等合造客車との4両編成のシャトルトレインで運行されている[15]ほか、2013年からはシュタッドラー・レール[16]製で全長18280mm、低床部床面高440mmの部分低床式2等客車B 4211-4221形11両が導入され、本形式およびDeh4/4 91-96形が牽引するシャトルトレインの編成中の中間客車1両がこれに置き換えられている。
- 2007年にはレッチュベルクベーストンネルの開業を見越してブリーク駅付近の路線が変更され、それまで駅の西側から進入していた旧フルカ・オーバーアルプ鉄道線が東側に付け替えられてブリーク駅のスイッチバックが解消され、アンデルマット方面の普通列車はフィスプ発着に、同じくツェルマット方面の普通列車がブリーク発着となり、現在では本形式やDeh4/4 91-96形のシャトルトレインはフィスプ - ブリーク - アンデルマット - ゲシェネン間、アンデルマット - ディゼンティス/ミュスター間、アンデルマット - ゲシェネン間での運行となっている。
- 1982年からはオーバーアルプ峠を越えるアンデルマット - セドルン間やそこからレーティッシュ鉄道方面への列車フェリーが運行されており、本形式もその牽引に多用されている。この列車は乗用車など数台を積載できるSkl-v 4831-4833形もしくはSkl-v 4834-4836形車運車数両と客車1-2両を荷物電車もしくは機関車が牽引するもので、本形式やDeh4/4 91-96形が牽引する場合の客車にはABt 4151-4154形などの制御客車を使用する場合もある。なお、この運用などに使用されているDeh4/4 51-55形のうち、定常的にシャトルトレインの運用を外れている機体については、両先頭側ともねじ式連結器に交換して運用される場合もある。

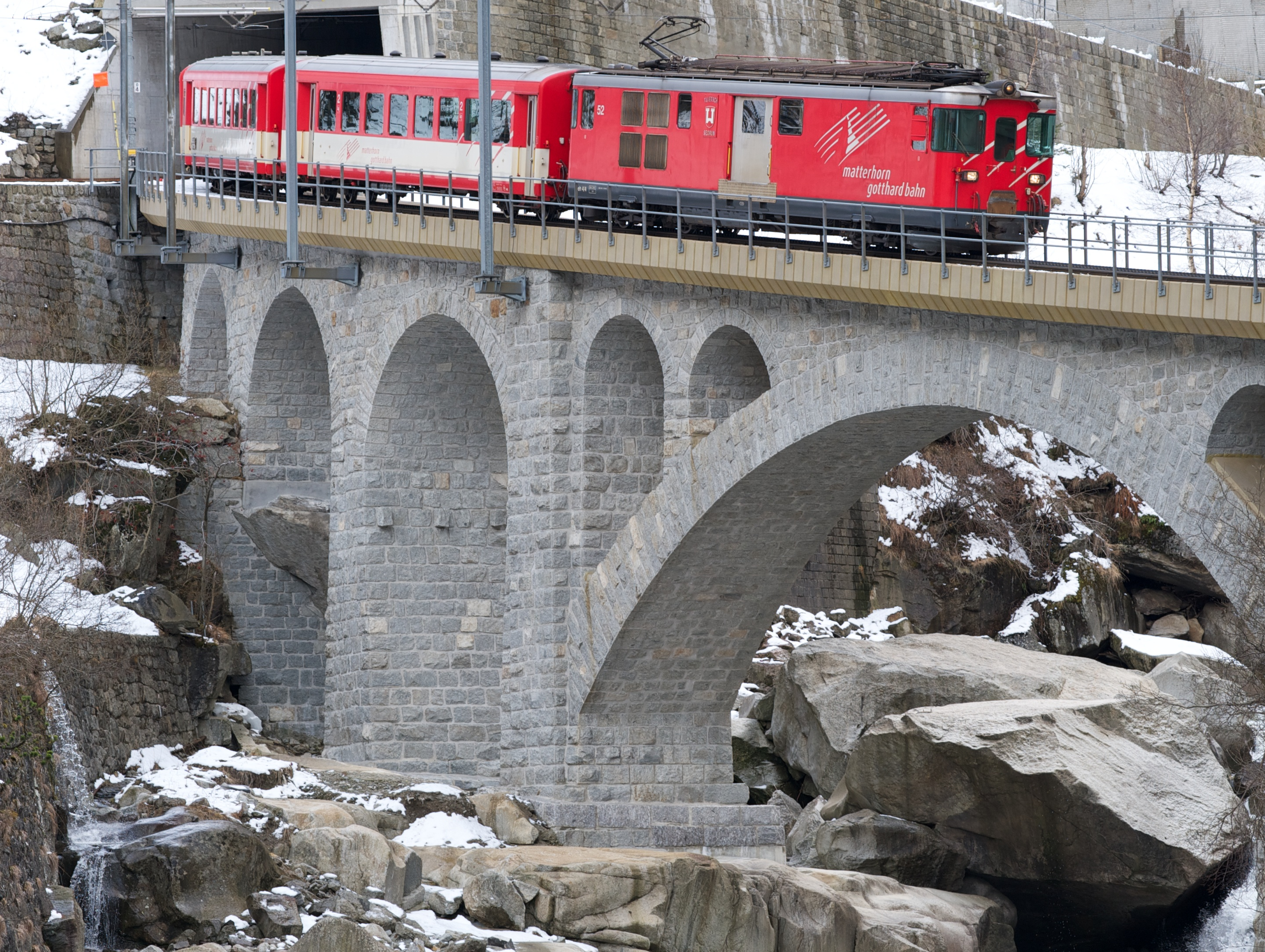
シェレネン線の運行で使用されるDeh4/4 52号機、2010年
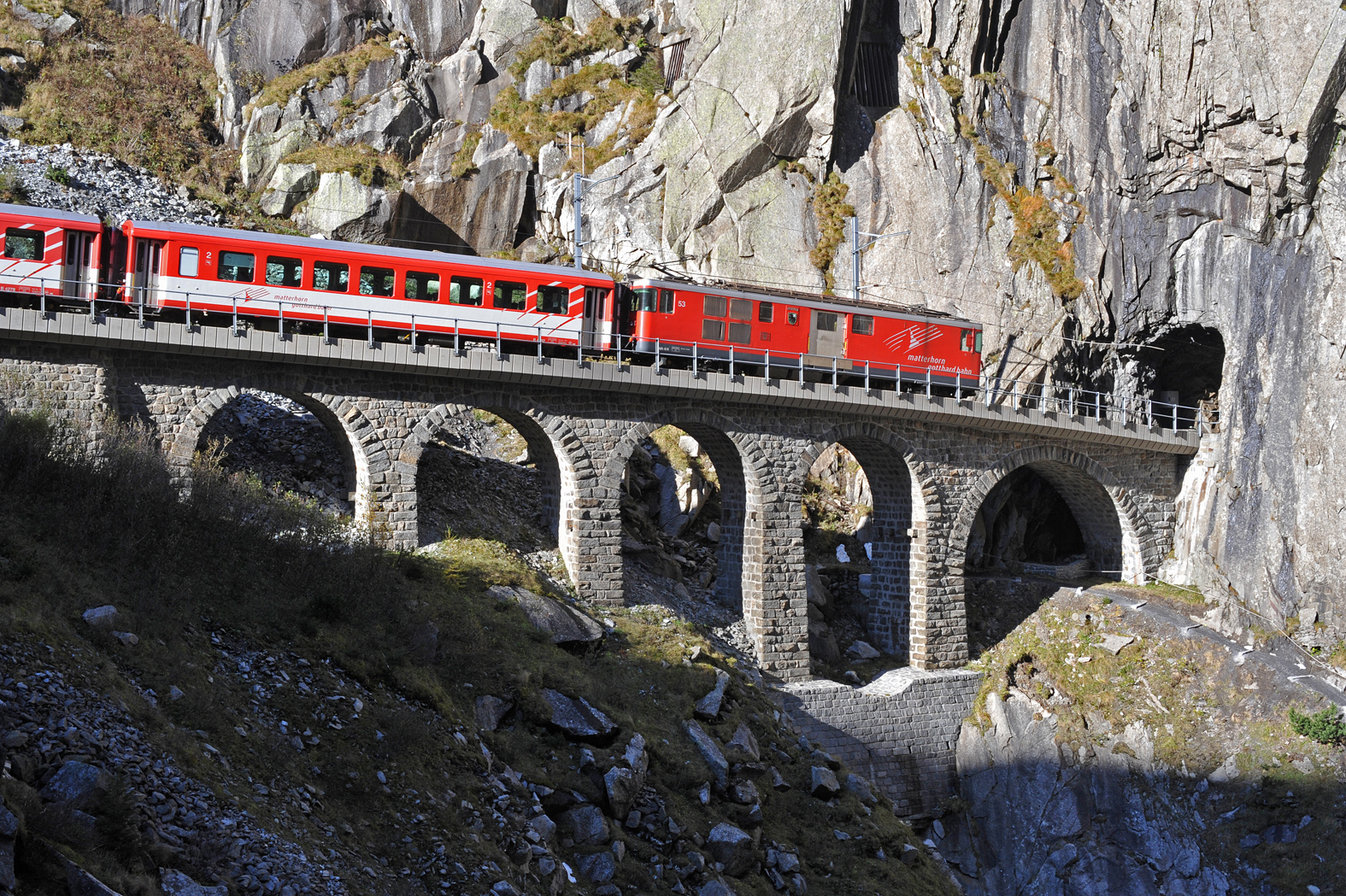
シェレネン線の運行で使用されるDeh4/4 53号機、悪魔の橋付近、2011年
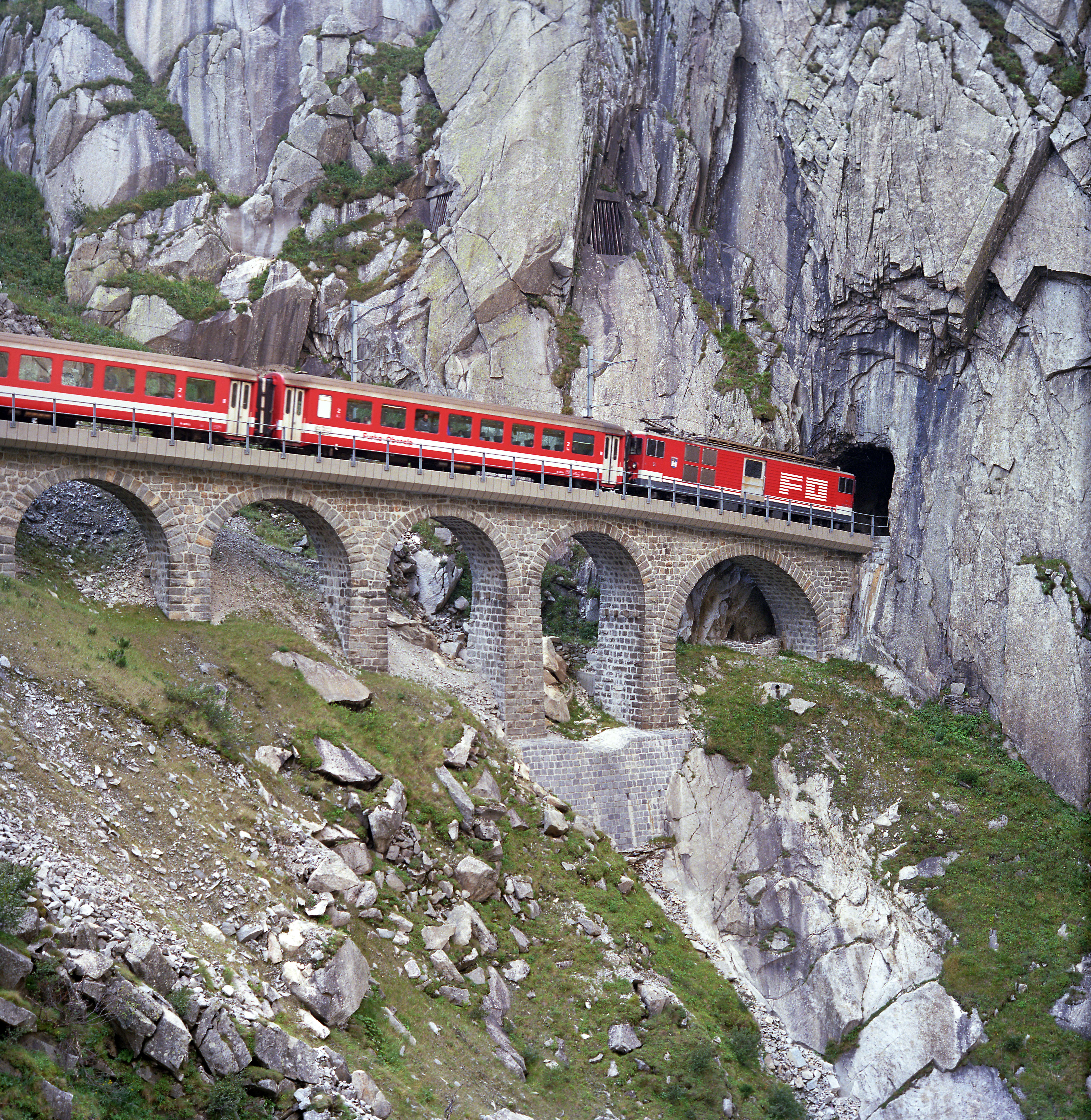
シェレネン線の運行で使用されるDeh4/4 51-55形、1996年
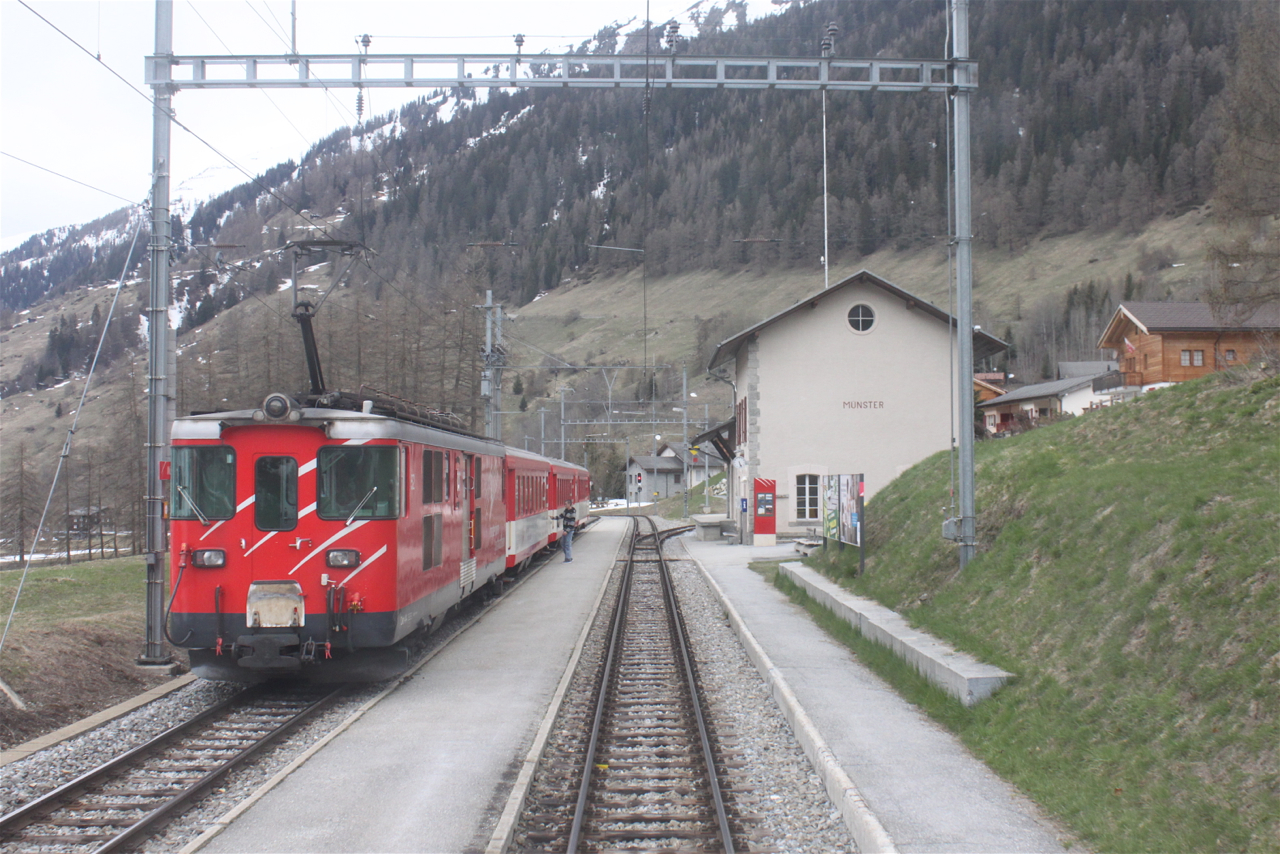
標準的なシャトルトレインの編成で区間列車を牽引するDeh4/4 51-55形、ミュスター駅、2012年
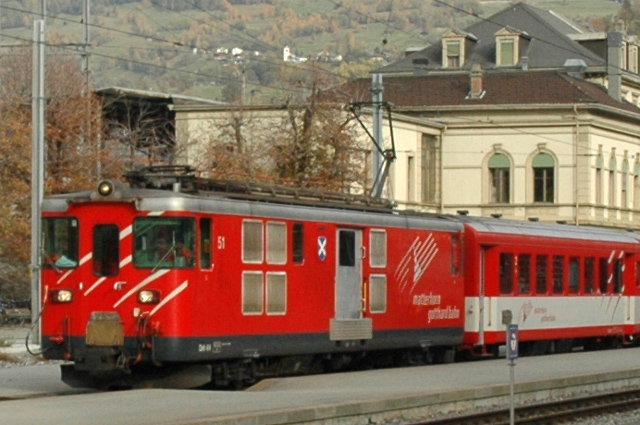
ブリーク駅停車中のDeh4/4 51号機が牽引する区間列車、同駅はスイス国鉄ブリーク駅前の路上に設けられている、2006年
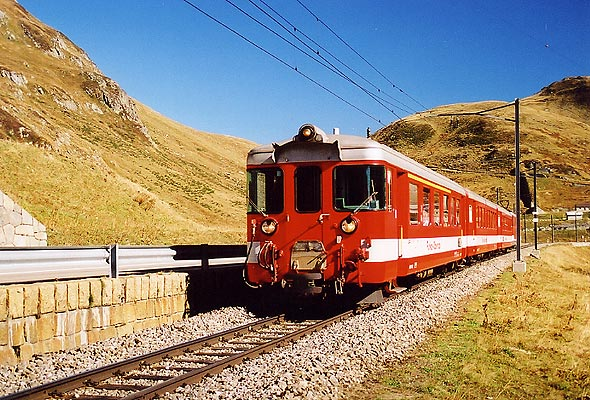
シャトルトレインのABt 4151-4154形1等/2等制御客車、フルカ・オーバーアルプ鉄道塗装
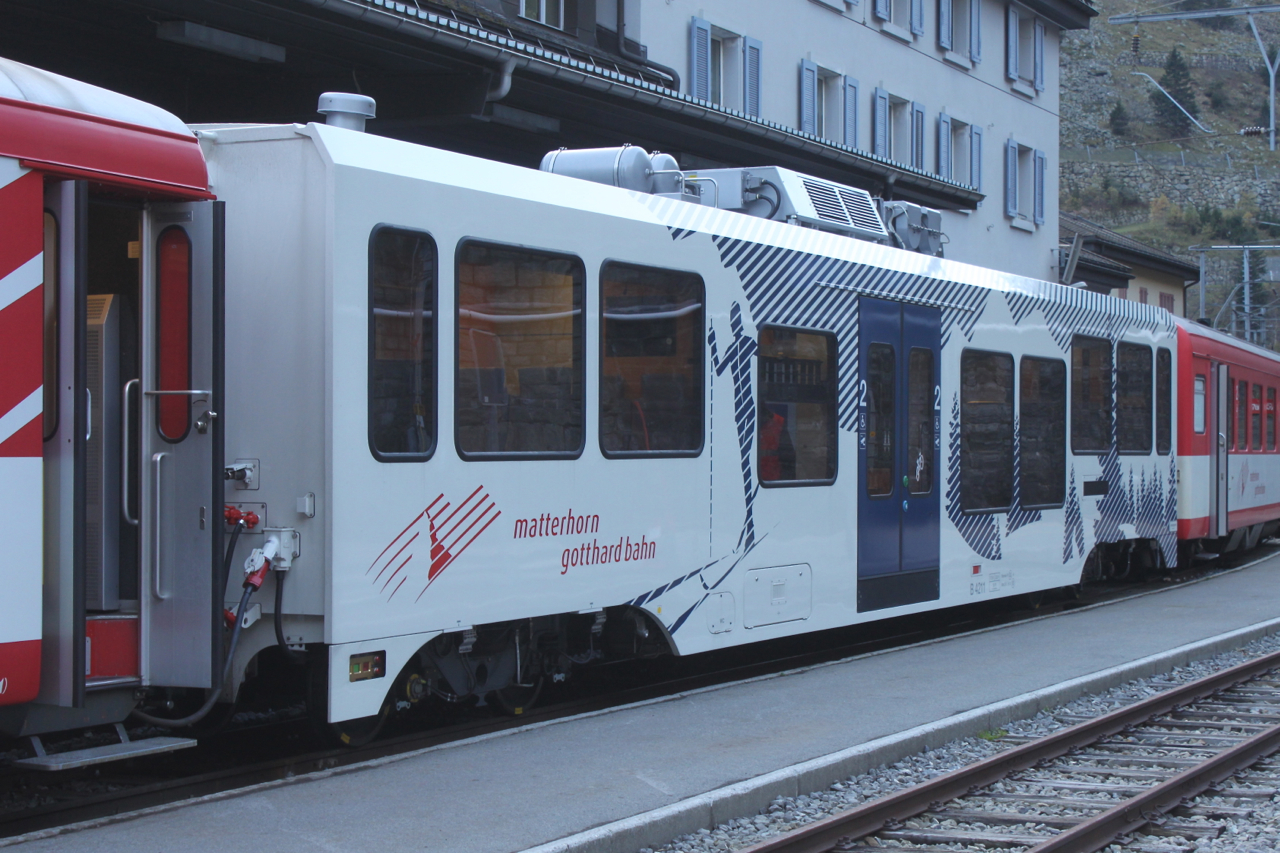
新しい部分低床式客車であるB 4211-4222形のB 4211号車、ゲシェネン駅、2013年